# Championnat du monde masculin de curling 1991
Navigation
Édition précédente Édition suivante
Le Championnat du monde masculin de curling 1991 (nom officiel : Canada Safeway World Men's Curling Championship) est le 33e championnat du monde masculin de curling.

Il a été organisé au Canada dans la ville de Winnipeg, dans le Winnipeg Arena du 23 au 31 mars 1991.

## Équipes
| Canada | Danemark | Finlande | France | Allemagne |
| --- | --- | --- | --- | --- |
| Avonair CC, Edmonton, Alberta Skip: Kevin Martin Third: Kevin Park Second: Dan Petryk Lead: Don Bartlett Remplaçant : Jules Owchar | Hvidovre CC Skip: Christian Thune Third: Niels Siggaard Second: Henrik Jakobsen Lead: Lasse Lavrsen Remplaçant : Anders Søderblom | Hyvinkää CC Skip: Jussi Uusipaavalniemi Third: Jari Laukkanen Second: Jori Aro Lead: Marko Poikolainen Remplaçant : Juhani Heinonen | Megève CC Skip: Dominique Dupont-Roc Third: Claude Feige Second: Thierry Mercier Lead: Patrick Philippe Remplaçant : Daniel Moratelli | EV Füssen Skip: Andy Kapp Third: Florian Zörgiebel Second: Cristopher Huber Lead: Michael Schäffer Remplaçant : Ulrich Schneider |
| Norvège | Écosse | Suède | Suisse | États-Unis |
| Snarøen CC, Oslo Skip: Eigil Ramsfjell Third: Sjur Loen Second: Niclas Järund Lead: Morten Skaug Remplaçant : Dagfinn Loen         | St. Martins CC, Perth Skip: David Smith Third: Graeme Connal Second: Peter Smith Lead: David Hay Remplaçant : Mike Hay            | Karlstads CK Skip: Dan-Ola Eriksson Third: Sören Grahn Second: Jonas Sjölander Lead: Stefan Holmén Remplaçant : Håkan Funk          | Biel-Touring CC, Biel Skip: Markus Eggler Third: Frédéric Jean Second: Stefan Hofer Lead: Björn Schröder                              | Madison CC, Wisconsin Skip: Steve Brown Third: Paul Pustovar Second: George Godfrey Lead: Wally Henry Remplaçant : Mike Fraboni  |

## Classement
| Pays       | Skip                  | V | D |
| ---------- | --------------------- | - | - |
| Canada     | Kevin Martin          | 9 | 0 |
| Écosse     | David Smith           | 7 | 2 |
| États-Unis | Steve Brown           | 6 | 3 |
| Norvège    | Eigil Ramsfjell       | 6 | 3 |
| Suisse     | Markus Eggler         | 5 | 4 |
| Suède      | Dan-Ola Eriksson      | 4 | 5 |
| Allemagne  | Andy Kapp             | 3 | 6 |
| Danemark   | Christian Thune       | 2 | 7 |
| France     | Dominique Dupont-Roc  | 2 | 7 |
| Finlande   | Jussi Uusipaavalniemi | 1 | 8 |

*Légende: V = Victoire - D = Défaite

## Résultats

### Match 1
| Équipes            | 1 | 2 | 3 | 4 | 5 | 6 | 7 | 8 | 9 | 10 | Total |
| ------------------ | - | - | - | - | - | - | - | - | - | -- | ----- |
| Canada (Martin)    | – | – | – | – | – | – | – | – | – | –  | 8     |
| États-Unis (Brown) | – | – | – | – | – | – | – | – | – | –  | 2     |

| Équipes             | 1 | 2 | 3 | 4 | 5 | 6 | 7 | 8 | 9 | 10 | Total |
| ------------------- | - | - | - | - | - | - | - | - | - | -- | ----- |
| Écosse (Smith)      | – | – | – | – | – | – | – | – | – | –  | 6     |
| France (Dupont-Roc) | – | – | – | – | – | – | – | – | – | –  | 5     |

| Équipes             | 1 | 2 | 3 | 4 | 5 | 6 | 7 | 8 | 9 | 10 | Total |
| ------------------- | - | - | - | - | - | - | - | - | - | -- | ----- |
| Suisse (Eggler)     | – | – | – | – | – | – | – | – | – | –  | 5     |
| Norvège (Ramsfjell) | – | – | – | – | – | – | – | – | – | –  | 0     |

| Équipes          | 1 | 2 | 3 | 4 | 5 | 6 | 7 | 8 | 9 | 10 | Total |
| ---------------- | - | - | - | - | - | - | - | - | - | -- | ----- |
| Danemark (Thune) | – | – | – | – | – | – | – | – | – | –  | 6     |
| Suède (Eriksson) | – | – | – | – | – | – | – | – | – | –  | 8     |

| Équipes                    | 1 | 2 | 3 | 4 | 5 | 6 | 7 | 8 | 9 | 10 | Total |
| -------------------------- | - | - | - | - | - | - | - | - | - | -- | ----- |
| Finlande (Uusipaavalniemi) | – | – | – | – | – | – | – | – | – | –  | 4     |
| Allemagne (Kapp)           | – | – | – | – | – | – | – | – | – | –  | 5     |

### Match 2
| Équipes          | 1 | 2 | 3 | 4 | 5 | 6 | 7 | 8 | 9 | 10 | Total |
| ---------------- | - | - | - | - | - | - | - | - | - | -- | ----- |
| Allemagne (Kapp) | – | – | – | – | – | – | – | – | – | –  | 6     |
| Danemark (Thune) | – | – | – | – | – | – | – | – | – | –  | 8     |

| Équipes             | 1 | 2 | 3 | 4 | 5 | 6 | 7 | 8 | 9 | 10 | Total |
| ------------------- | - | - | - | - | - | - | - | - | - | -- | ----- |
| Norvège (Ramsfjell) | – | – | – | – | – | – | – | – | – | –  | 6     |
| Suède (Eriksson)    | – | – | – | – | – | – | – | – | – | –  | 3     |

| Équipes             | 1 | 2 | 3 | 4 | 5 | 6 | 7 | 8 | 9 | 10 | Total |
| ------------------- | - | - | - | - | - | - | - | - | - | -- | ----- |
| France (Dupont-Roc) | – | – | – | – | – | – | – | – | – | –  | 4     |
| Suisse (Eggler)     | – | – | – | – | – | – | – | – | – | –  | 7     |

| Équipes                    | 1 | 2 | 3 | 4 | 5 | 6 | 7 | 8 | 9 | 10 | Total |
| -------------------------- | - | - | - | - | - | - | - | - | - | -- | ----- |
| Canada (Martin)            | – | – | – | – | – | – | – | – | – | –  | 7     |
| Finlande (Uusipaavalniemi) | – | – | – | – | – | – | – | – | – | –  | 4     |

| Équipes            | 1 | 2 | 3 | 4 | 5 | 6 | 7 | 8 | 9 | 10 | Total |
| ------------------ | - | - | - | - | - | - | - | - | - | -- | ----- |
| États-Unis (Brown) | – | – | – | – | – | – | – | – | – | –  | 5     |
| Écosse (Smith)     | – | – | – | – | – | – | – | – | – | –  | 6     |

### Match 3
| Équipes          | 1 | 2 | 3 | 4 | 5 | 6 | 7 | 8 | 9 | 10 | Total |
| ---------------- | - | - | - | - | - | - | - | - | - | -- | ----- |
| Suède (Eriksson) | – | – | – | – | – | – | – | – | – | –  | 5     |
| Canada (Martin)  | – | – | – | – | – | – | – | – | – | –  | 7     |

| Équipes          | 1 | 2 | 3 | 4 | 5 | 6 | 7 | 8 | 9 | 10 | Total |
| ---------------- | - | - | - | - | - | - | - | - | - | -- | ----- |
| Danemark (Thune) | – | – | – | – | – | – | – | – | – | –  | 4     |
| Suisse (Eggler)  | – | – | – | – | – | – | – | – | – | –  | 5     |

| Équipes          | 1 | 2 | 3 | 4 | 5 | 6 | 7 | 8 | 9 | 10 | Total |
| ---------------- | - | - | - | - | - | - | - | - | - | -- | ----- |
| Écosse (Smith)   | – | – | – | – | – | – | – | – | – | –  | 7     |
| Allemagne (Kapp) | – | – | – | – | – | – | – | – | – | –  | 3     |

| Équipes             | 1 | 2 | 3 | 4 | 5 | 6 | 7 | 8 | 9 | 10 | Total |
| ------------------- | - | - | - | - | - | - | - | - | - | -- | ----- |
| France (Dupont-Roc) | – | – | – | – | – | – | – | – | – | –  | 8     |
| États-Unis (Brown)  | – | – | – | – | – | – | – | – | – | –  | 6     |

| Équipes                    | 1 | 2 | 3 | 4 | 5 | 6 | 7 | 8 | 9 | 10 | Total |
| -------------------------- | - | - | - | - | - | - | - | - | - | -- | ----- |
| Finlande (Uusipaavalniemi) | – | – | – | – | – | – | – | – | – | –  | 3     |
| Norvège (Ramsfjell)        | – | – | – | – | – | – | – | – | – | –  | 6     |

### Match 4
| Équipes         | 1 | 2 | 3 | 4 | 5 | 6 | 7 | 8 | 9 | 10 | Total |
| --------------- | - | - | - | - | - | - | - | - | - | -- | ----- |
| Écosse (Smith)  | – | – | – | – | – | – | – | – | – | –  | 5     |
| Suisse (Eggler) | – | – | – | – | – | – | – | – | – | –  | 8     |

| Équipes                    | 1 | 2 | 3 | 4 | 5 | 6 | 7 | 8 | 9 | 10 | Total |
| -------------------------- | - | - | - | - | - | - | - | - | - | -- | ----- |
| Suède (Eriksson)           | – | – | – | – | – | – | – | – | – | –  | 7     |
| Finlande (Uusipaavalniemi) | – | – | – | – | – | – | – | – | – | –  | 1     |

| Équipes            | 1 | 2 | 3 | 4 | 5 | 6 | 7 | 8 | 9 | 10 | Total |
| ------------------ | - | - | - | - | - | - | - | - | - | -- | ----- |
| États-Unis (Brown) | – | – | – | – | – | – | – | – | – | –  | 5     |
| Danemark (Thune)   | – | – | – | – | – | – | – | – | – | –  | 2     |

| Équipes             | 1 | 2 | 3 | 4 | 5 | 6 | 7 | 8 | 9 | 10 | Total |
| ------------------- | - | - | - | - | - | - | - | - | - | -- | ----- |
| Norvège (Ramsfjell) | – | – | – | – | – | – | – | – | – | –  | 2     |
| Canada (Martin)     | – | – | – | – | – | – | – | – | – | –  | 7     |

| Équipes             | 1 | 2 | 3 | 4 | 5 | 6 | 7 | 8 | 9 | 10 | Total |
| ------------------- | - | - | - | - | - | - | - | - | - | -- | ----- |
| Allemagne (Kapp)    | – | – | – | – | – | – | – | – | – | –  | 6     |
| France (Dupont-Roc) | – | – | – | – | – | – | – | – | – | –  | 1     |

### Match 5
| Équipes             | 1 | 2 | 3 | 4 | 5 | 6 | 7 | 8 | 9 | 10 | Total |
| ------------------- | - | - | - | - | - | - | - | - | - | -- | ----- |
| Canada (Martin)     | – | – | – | – | – | – | – | – | – | –  | 6     |
| France (Dupont-Roc) | – | – | – | – | – | – | – | – | – | –  | 5     |

| Équipes                    | 1 | 2 | 3 | 4 | 5 | 6 | 7 | 8 | 9 | 10 | Total |
| -------------------------- | - | - | - | - | - | - | - | - | - | -- | ----- |
| Finlande (Uusipaavalniemi) | – | – | – | – | – | – | – | – | – | –  | 1     |
| Écosse (Smith)             | – | – | – | – | – | – | – | – | – | –  | 7     |

| Équipes             | 1 | 2 | 3 | 4 | 5 | 6 | 7 | 8 | 9 | 10 | Total |
| ------------------- | - | - | - | - | - | - | - | - | - | -- | ----- |
| Norvège (Ramsfjell) | – | – | – | – | – | – | – | – | – | –  | 8     |
| Danemark (Thune)    | – | – | – | – | – | – | – | – | – | –  | 3     |

| Équipes          | 1 | 2 | 3 | 4 | 5 | 6 | 7 | 8 | 9 | 10 | Total |
| ---------------- | - | - | - | - | - | - | - | - | - | -- | ----- |
| Allemagne (Kapp) | – | – | – | – | – | – | – | – | – | –  | 6     |
| Suisse (Eggler)  | – | – | – | – | – | – | – | – | – | –  | 5     |

| Équipes            | 1 | 2 | 3 | 4 | 5 | 6 | 7 | 8 | 9 | 10 | Total |
| ------------------ | - | - | - | - | - | - | - | - | - | -- | ----- |
| États-Unis (Brown) | – | – | – | – | – | – | – | – | – | –  | 8     |
| Suède (Eriksson)   | – | – | – | – | – | – | – | – | – | –  | 5     |

### Match 6
| Équipes          | 1 | 2 | 3 | 4 | 5 | 6 | 7 | 8 | 9 | 10 | Total |
| ---------------- | - | - | - | - | - | - | - | - | - | -- | ----- |
| Canada (Martin)  | – | – | – | – | – | – | – | – | – | –  | 7     |
| Danemark (Thune) | – | – | – | – | – | – | – | – | – | –  | 3     |

| Équipes          | 1 | 2 | 3 | 4 | 5 | 6 | 7 | 8 | 9 | 10 | Total |
| ---------------- | - | - | - | - | - | - | - | - | - | -- | ----- |
| Suisse (Eggler)  | – | – | – | – | – | – | – | – | – | –  | 9     |
| Suède (Eriksson) | – | – | – | – | – | – | – | – | – | –  | 3     |

| Équipes            | 1 | 2 | 3 | 4 | 5 | 6 | 7 | 8 | 9 | 10 | Total |
| ------------------ | - | - | - | - | - | - | - | - | - | -- | ----- |
| Allemagne (Kapp)   | – | – | – | – | – | – | – | – | – | –  | 2     |
| États-Unis (Brown) | – | – | – | – | – | – | – | – | – | –  | 9     |

| Équipes             | 1 | 2 | 3 | 4 | 5 | 6 | 7 | 8 | 9 | 10 | Total |
| ------------------- | - | - | - | - | - | - | - | - | - | -- | ----- |
| Norvège (Ramsfjell) | – | – | – | – | – | – | – | – | – | –  | 2     |
| Écosse (Smith)      | – | – | – | – | – | – | – | – | – | –  | 4     |

| Équipes                    | 1 | 2 | 3 | 4 | 5 | 6 | 7 | 8 | 9 | 10 | Total |
| -------------------------- | - | - | - | - | - | - | - | - | - | -- | ----- |
| Finlande (Uusipaavalniemi) | – | – | – | – | – | – | – | – | – | –  | 3     |
| France (Dupont-Roc)        | – | – | – | – | – | – | – | – | – | –  | 5     |

### Match 7
| Équipes            | 1 | 2 | 3 | 4 | 5 | 6 | 7 | 8 | 9 | 10 | Total |
| ------------------ | - | - | - | - | - | - | - | - | - | -- | ----- |
| Suisse (Eggler)    | – | – | – | – | – | – | – | – | – | –  | 3     |
| États-Unis (Brown) | – | – | – | – | – | – | – | – | – | –  | 5     |

| Équipes                    | 1 | 2 | 3 | 4 | 5 | 6 | 7 | 8 | 9 | 10 | Total |
| -------------------------- | - | - | - | - | - | - | - | - | - | -- | ----- |
| Danemark (Thune)           | – | – | – | – | – | – | – | – | – | –  | 5     |
| Finlande (Uusipaavalniemi) | – | – | – | – | – | – | – | – | – | –  | 6     |

| Équipes             | 1 | 2 | 3 | 4 | 5 | 6 | 7 | 8 | 9 | 10 | Total |
| ------------------- | - | - | - | - | - | - | - | - | - | -- | ----- |
| France (Dupont-Roc) | – | – | – | – | – | – | – | – | – | –  | 3     |
| Norvège (Ramsfjell) | – | – | – | – | – | – | – | – | – | –  | 4     |

| Équipes          | 1 | 2 | 3 | 4 | 5 | 6 | 7 | 8 | 9 | 10 | Total |
| ---------------- | - | - | - | - | - | - | - | - | - | -- | ----- |
| Suède (Eriksson) | – | – | – | – | – | – | – | – | – | –  | 8     |
| Allemagne (Kapp) | – | – | – | – | – | – | – | – | – | –  | 4     |

| Équipes         | 1 | 2 | 3 | 4 | 5 | 6 | 7 | 8 | 9 | 10 | Total |
| --------------- | - | - | - | - | - | - | - | - | - | -- | ----- |
| Écosse (Smith)  | – | – | – | – | – | – | – | – | – | –  | 5     |
| Canada (Martin) | – | – | – | – | – | – | – | – | – | –  | 8     |

### Match 8
| Équipes             | 1 | 2 | 3 | 4 | 5 | 6 | 7 | 8 | 9 | 10 | Total |
| ------------------- | - | - | - | - | - | - | - | - | - | -- | ----- |
| Norvège (Ramsfjell) | – | – | – | – | – | – | – | – | – | –  | 6     |
| Allemagne (Kapp)    | – | – | – | – | – | – | – | – | – | –  | 5     |

| Équipes                    | 1 | 2 | 3 | 4 | 5 | 6 | 7 | 8 | 9 | 10 | Total |
| -------------------------- | - | - | - | - | - | - | - | - | - | -- | ----- |
| États-Unis (Brown)         | – | – | – | – | – | – | – | – | – | –  | 9     |
| Finlande (Uusipaavalniemi) | – | – | – | – | – | – | – | – | – | –  | 2     |

| Équipes         | 1 | 2 | 3 | 4 | 5 | 6 | 7 | 8 | 9 | 10 | Total |
| --------------- | - | - | - | - | - | - | - | - | - | -- | ----- |
| Canada (Martin) | – | – | – | – | – | – | – | – | – | –  | 8     |
| Suisse (Eggler) | – | – | – | – | – | – | – | – | – | –  | 7     |

| Équipes          | 1 | 2 | 3 | 4 | 5 | 6 | 7 | 8 | 9 | 10 | Total |
| ---------------- | - | - | - | - | - | - | - | - | - | -- | ----- |
| Écosse (Smith)   | – | – | – | – | – | – | – | – | – | –  | 6     |
| Danemark (Thune) | – | – | – | – | – | – | – | – | – | –  | 3     |

| Équipes             | 1 | 2 | 3 | 4 | 5 | 6 | 7 | 8 | 9 | 10 | Total |
| ------------------- | - | - | - | - | - | - | - | - | - | -- | ----- |
| France (Dupont-Roc) | – | – | – | – | – | – | – | – | – | –  | 4     |
| Suède (Eriksson)    | – | – | – | – | – | – | – | – | – | –  | 7     |

### Match 9
| Équipes          | 1 | 2 | 3 | 4 | 5 | 6 | 7 | 8 | 9 | 10 | Total |
| ---------------- | - | - | - | - | - | - | - | - | - | -- | ----- |
| Suède (Eriksson) | – | – | – | – | – | – | – | – | – | –  | 4     |
| Écosse (Smith)   | – | – | – | – | – | – | – | – | – | –  | 7     |

| Équipes          | 1 | 2 | 3 | 4 | 5 | 6 | 7 | 8 | 9 | 10 | Total |
| ---------------- | - | - | - | - | - | - | - | - | - | -- | ----- |
| Allemagne (Kapp) | – | – | – | – | – | – | – | – | – | –  | 1     |
| Canada (Martin)  | – | – | – | – | – | – | – | – | – | –  | 7     |

| Équipes             | 1 | 2 | 3 | 4 | 5 | 6 | 7 | 8 | 9 | 10 | Total |
| ------------------- | - | - | - | - | - | - | - | - | - | -- | ----- |
| Danemark (Thune)    | – | – | – | – | – | – | – | – | – | –  | 7     |
| France (Dupont-Roc) | – | – | – | – | – | – | – | – | – | –  | 6     |

| Équipes             | 1 | 2 | 3 | 4 | 5 | 6 | 7 | 8 | 9 | 10 | Total |
| ------------------- | - | - | - | - | - | - | - | - | - | -- | ----- |
| États-Unis (Brown)  | – | – | – | – | – | – | – | – | – | –  | 6     |
| Norvège (Ramsfjell) | – | – | – | – | – | – | – | – | – | –  | 4     |

| Équipes                    | 1 | 2 | 3 | 4 | 5 | 6 | 7 | 8 | 9 | 10 | Total |
| -------------------------- | - | - | - | - | - | - | - | - | - | -- | ----- |
| Suisse (Eggler)            | – | – | – | – | – | – | – | – | – | –  | 6     |
| Finlande (Uusipaavalniemi) | – | – | – | – | – | – | – | – | – | –  | 4     |

### Playoffs
|  | Demi-finales | Demi-finales |        |   | Finale | Finale |
|  | Demi-finales | Demi-finales |        |   | Finale | Finale |
|  |              |              |        |   |        |        |
|  |              |              |        |   |        |        |
|  |              |              |        |   |        |        |
|  | Canada       | 5            |        |   |        |        |
|  | Canada       | 5            |        |   |        |        |
|  | Norvège      | 3            |        |   |        |        |
|  | Norvège      | 3            | Écosse | 7 |        |        |
|  |              |              | Écosse | 7 |        |        |
|  |              | Canada       | 2      |   |        |        |
|  | Écosse       | Canada       | 2      | 4 |        |        |
|  | Écosse       |              |        | 4 |        |        |
|  | États-Unis   | 2            |        |   |        |        |
|  | États-Unis   | 2            |        |   |        |        |

| Champion du monde de curling 1991 |
| --------------------------------- |
| Écosse 2e titre                   |